# Emmanuel Petit
Emmanuel Laurent Petit (* 22. September 1970 in Dieppe) ist ein ehemaliger französischer Fußballspieler auf der Position eines Mittelfeldspielers. Er spielte für die Vereine AS Monaco, FC Arsenal, FC Barcelona und FC Chelsea sowie für die französische Nationalmannschaft, mit der er 1998 Welt- und 2000 Europameister wurde.

## Vereinskarriere
Petit begann seine Karriere 1977 bei ES Arques-la-Bataille in der Normandie und wechselte von dort im Jahre 1985 in die Jugendabteilung von AS Monaco. Im Alter von 18 Jahren wurde der als Abwehr- und Mittelfeldspieler einsetzbare Petit von Arsène Wenger in den Profikader geholt. Am  18. März 1989 machte er gegen den FC Sochaux sein Debüt und spielte noch im gleichen Jahr im französischen Pokalfinale. 1991 gewann er mit Monaco den französischen Pokal; ein Jahr später im Europapokal der Pokalsieger 1991/92 scheiterte man erst im Finale an Werder Bremen. In seiner letzten Saison bei Monaco führte er die Mannschaft 1996/97 als Kapitän zur französischen Meisterschaft. Im Juni 1997 ließ ihn sein ehemaliger Trainer Arsène Wenger – welcher in Monaco schon 1994 entlassen worden war – vom FC Arsenal verpflichten. Dieser ließ ihn jetzt als defensiven Mittelfeldspieler an der Seite von Patrick Vieira spielen. Sofort im ersten Jahr gewannen sie die Meisterschaft in der Premier League und den FA Cup. Die zwei folgenden Jahre blieben titellos. Insgesamt hatte Petit in seinen drei Jahren bei Arsenal 118 Einsätze, in denen er elf Tore erzielte. Im Sommer 2000 wechselte er zusammen mit Marc Overmars zum FC Barcelona. Hier spielte er wieder in der Defensive, konnte sich aber aufgrund mehrerer Verletzungen nicht durchsetzen. Ab 2001 spielte er wieder – als Stammspieler beim FC Chelsea – in England. 2002 verlor er gegen seinen ehemaligen Verein Arsenal das FA-Cup-Finale. Nach mehreren Knieverletzungen hatte er in den folgenden Jahren nur noch wenige Einsätze und wurde im Sommer 2004 entlassen. Am 20. Januar 2005, nachdem er sechs Monate erfolglos einen neuen Verein suchte, gab er aufgrund anhaltender Kniebeschwerden und einer nach sich ziehenden Operation seinen Rücktritt vom aktiven Profifußball bekannt.

## Nationalspieler
Für die französische Nationalmannschaft spielte Petit 63 mal, schoss dabei sechs Tore und gewann 1998 die Weltmeisterschaft und zwei Jahre später die EM 2000. Bei der WM 1998 traf er zweimal: Gegen Dänemark das spielentscheidende Tor mit einem Weitschuss und im Finale gegen Brasilien das 3:0 in der Nachspielzeit. Bei der WM 2002 war er ebenfalls im Kader der französischen Nationalmannschaft, welche die Gruppenphase allerdings nicht überstand. Sein letztes Länderspiel bestritt Petit im Februar 2003. Bei seinem Rücktritt im September 2003 beklagte er, dass er zwar in Hochform sei, die Équipe Tricolore aber vom falschen Mann geführt werde.

## Statistik
- Europapokal der Pokalsieger: 14 Spiele
- UEFA-Pokal: 33 Spiele
- Champions League: 21 Spiele

## Erfolge
- Weltmeister: 1998
- Europameister: 2000
- Französischer Meister: 1997 (AS Monaco)
- Englischer Meister: 1998 (FC Arsenal)
- Französischer Pokalsieger: 1991 (AS Monaco)
- Englischer Pokalsieger: 1998 (FC Arsenal)

## Privates
Emmanuel Petit war seit dem 3. Juli 2000 mit der Schauspielerin Agathe de La Fontaine verheiratet. Im März 2002 wurde ihre gemeinsame Tochter geboren; diese Ehe wurde 2007 geschieden. Bereits zuvor war Emmanuel Petit ab 1993 mit seiner früheren Partnerin Leily verheiratet. Im April 2007 wurde Petit ein zweites Mal Vater einer Tochter; im Oktober 2009 kam eine dritte Tochter dazu.

## Medienauftritte
Nach dem Ende seiner Spielerzeit war Petit unter anderem bei der Sportzeitung L’Equipe und bei France Télévisions als Fußballexperte tätig. Später wurde er beim Rundfunksender RMC Sport und als regelmäßiges Mitglied des Ensembles der Fußballgesprächssendung Le Vestiaire im Fernsehsender SFR Sport 1 tätig. Petit war (Mit-)Verfasser mehrerer Bücher, darunter seine 2008 veröffentlichten Erinnerungen À fleur de peau (mit Jérôme Le Fauconnier) und der 2019 erschienene Roman Dernier tacle (mit Gilles del Pappas).